# The Church

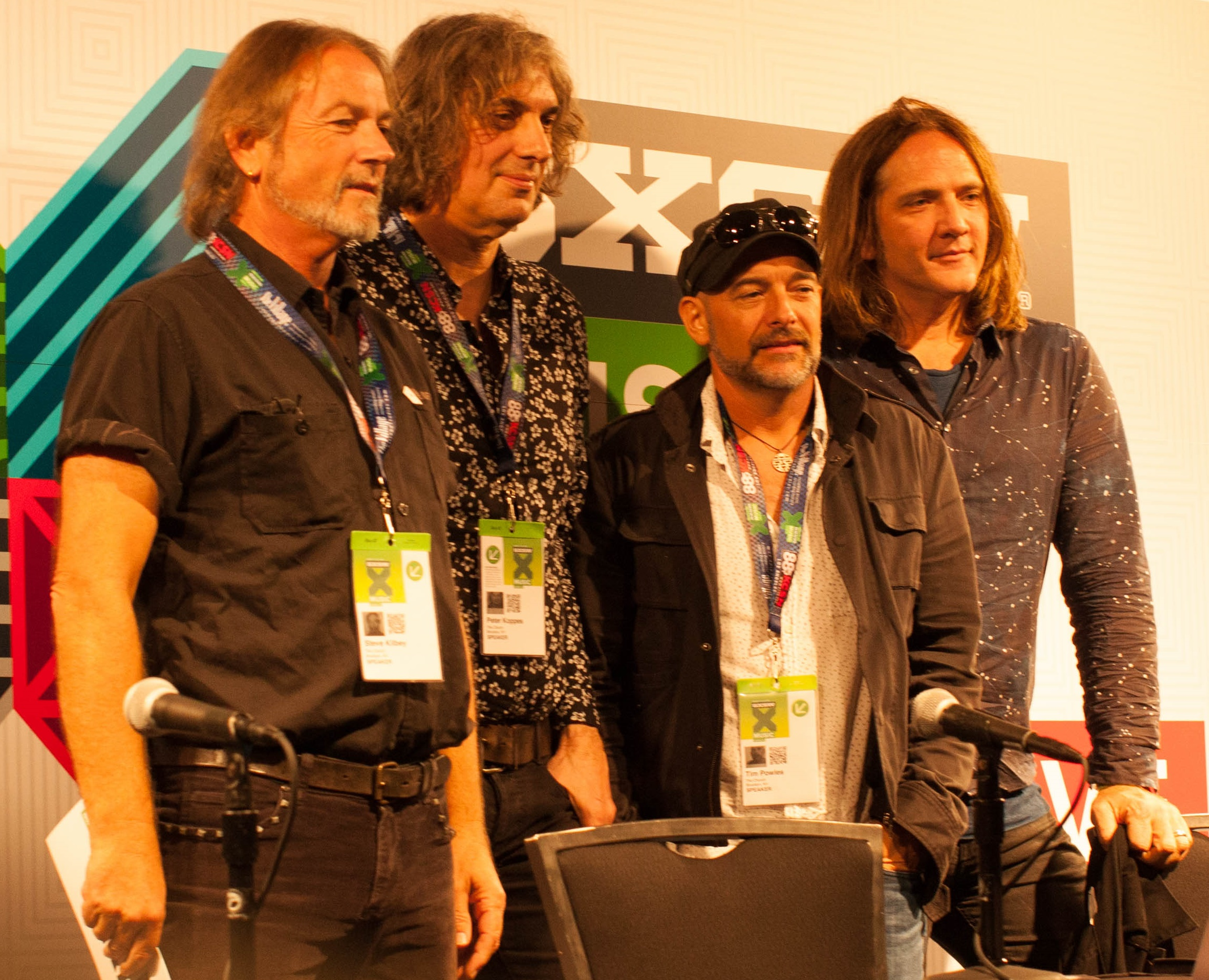
The Church, 2015.

The Church är ett australiskt rockband som bildades 1980 i Sydney, av sångaren och basisten Steve Kilbey och gitarristen Peter Koppes. Bandets två största hits är "The Unguarded Moment" från 1981 och "Under The Milky Way" från 1988.

## Historia

### 1980-talet
Kilbey och Koppes spelade in, tillsammans med trumslagaren Nick Ward och den engelska gitarristen Marty Willson-Piper, debutalbumet "Of Skins and Heart" som släpptes 1981 på skivbolaget EMI Parlophone. Redan med debuten fick bandet en radiohit bland annat i Sverige med singeln "The Unguarded Moment".
Ward ersattes av trumslagaren Richard Ploog och uppföljaren "The Blurred Crusade" släpptes 1982. De första två albumen producerades av Bob Clearmountain, och är inspirerade av bland annat The Byrds och 1960-talsrock. "The Blurred Crusade" blev en favorit hos många Church-fans, och de fick en mindre hitsingel  i Australien med "Almost With You". Church åkte därefter som förband till Duran Duran, vilket Kilbey tyckte blev helt fel publik, så Church hoppade slutligen av turnén, vilket inte gillades av managers och skivbolag.
På följande skivan "Seance" skapade Church ett mer melankoliskt och något mörkare sound, men den gick sämre kommersiellt och bandmedlemmarna var även missnöjda med produktionen av plattan. Efter dispyter var bandet vid denna tidpunkt nära att läggas ned.
I november 1985 släpptes "Heyday", som blev den sista skivan på EMI Parlophone. Här hade soundet utvecklats och innehöll stråkorkester och blåsinstrument. Det var även den första skivan där alla bandmedlemmarna skrev tillsammans. Skivan producerades av Peter Walsh, och låtarna "Myrrh" och "Tantalized" blev sedermera live-favoriter. Därefter började medlemmarna att arbeta med olika soloprojekt.
Nästa skiva "Starfish" släpptes 1988, första på skivbolaget Arista. Den sålde guld i USA och singeln 
"Under The Milky Way" blev en stor hit och blev årets singel 1989 i Australien, och var senare med i långfilmen Donnie Darko från 2001. 

### 1990-talet
Förväntningarna var höga på uppföljaren "Gold Afternoon Fix" som släpptes 1990. Inspelningarna i Los Angeles blev kaotiska. Trumslagaren Richard Ploog spelade bara på 4 låtar och resten ersattes av trummaskin. Church fick en mindre radiohit med "Metropolis" men skivan blev inte en lika stor kommersiell framgång. Ploog ersattes av Jay Dee Daugherty (från Patti Smith Group) till turnén. 
1992 släpptes "Priest:Aura", vilken idag ses som en av bandets starkaste album, av både fans och Steve Kilbey. Men även den plattan floppade kommersiellt. Efter turnén lämnade både Koppes och Daugherty bandet, och kvar fanns bara Kilbey och Willson-Piper. 
De hade kontrakt på ytterligare en skiva, så den sista på Arista blev "Sometime Anywhere" som släpptes 1994, där några av  låtarna spelades in i Stockholm. Som duo ändrade gruppen sitt sound till mer experimentell och psykedelisk. 
1996 släpptes "Magician Among The Spirits", trots skivbolagsstrul och ekonomiska problem. På skivan återkom Peter Koppes (som gästgitarrist). Skivan sålde inte i många exemplar så framtiden för The Church såg vid denna tidpunkt mörk ut.
Kilbey och Koppes spelade året därpå in skivan "Pharmakoi / Distance Crunching Honchos With Echo Units" som hobby-projektet The Refo:mation tillsammans med trumslagaren Tim Powles. Powles blev en viktig del för bandets överlevnad med ny kraft. 1998 återvände The Church med "Hologram of Baal", vilken blev en stor återkomst för The Church kreativt, nu med Koppes och Powles som fasta bandmedlemmar. Efter turnén släpptes coverplattan "A Box of Birds".

### 2000-talet
Kilbey hade länge haft stora problem att hålla sig drogfri, och medlemmarna bodde i olika städer runt om i världen, vilket resulterade i att nästa skiva "After Everything Now This" tog lång tid att spela in. Den är bland annat inspelad i Gävle. 
"Forget Yourself" som släpptes 2003, spelades in mer live i studion med mindre pålägg, och soundet blev råare. Därefter följde en produktiv period då det släpptes en instrumental jam-skiva, två skivor med outtakes samt den akustiska "El Momento Descuidado". 
Nästa studioalbum "Uninvited, Like the Clouds" som släpptes 2006 fick fina recensioner, och därefter släppte The Church filmmusik till kortfilmen "Shriek: An Afterword" regisserad av J.T. Lindroos. 
2009 släpptes "Untitled #23" som bland annat fick 5 stjärnor i Australiens Rolling Stone Magazine. 27 oktober 2010 blev The Church invald i ARIA HALL OF FAME. 2011 firade The Church 30-årsjubileum med att spela på Sydney Opera House.
När nästa skiva skulle spelas in var Marty Willson-Piper inte tillgänglig vilket ledde till att Ian Haug (ex. Powderhouse) blev ny gitarrist i bandet. 2014 släpptes albumet "Further/Deeper". Sommaren 2016 turnerade The Church tillsammans med The Psychedelic Furs i USA, och året därpå släpps skivan "Man Woman Life Death Eternity".
I januari 2020 lämnade Koppes bandet igen och Kilbey och Powles fortsatte arbetet på en ny skiva under namnet The Church, med nya medlemmar. 24 februari 2023 släpptes albumet "The Hypnogogue".

## Aktiviteter utanför bandet
Steve Kilbey träffade svenska Karin Jansson (Pink Champagne) på 1980-talet. Tillsammans skrev de ovannämnda hitsingeln "Under The Milky Way". Deras tvillingdöttrar Miranda och Elektra sjunger i popbandet Say Lou Lou. Steve Kilbey har arbetat med en rad andra projekt, bland annat två skivor som Jack Frost med Grant McLennan (från The Go-Betweens). 
Marty Willson-Piper har även en dotter Signe Carlberger, tillsammans med svenska Ann Carlberger (Pink Champagne). Willson-Piper blev även medlem i bandet All About Eve 1990, och har bland annat medverkat i projektet MOAT med Niko Röhlcke från Weeping Willows, och givit ut soloplattor.

## Medlemmar
- Steve Kilbey – bas och sång
- Tim Powles – trummor (medlem från 1994)
- Ian Haug – gitarr (medlem från 2014)
- Jeffrey Cain –  multiinstrumentalist (medlem från 2017)
- Ashley Naylor – gitarr (medlem från 2020)

Tidigare medlemmar
- Peter Koppes – gitarr (1981–1992, 1996–2020)
- Marty Willson-Piper – gitarr (1980–2013)
- Richard Ploog – trummor (1981–1990)
- Jay Dee Daugherty – trummor (1990–1992)

## Diskografi (i urval)
- Of Skins And Heart (1981)
- The Blurred Crusade (1982)
- Seance (1983)
- Heyday (1985)
- Starfish (1988)
- Gold Afternoon Fix (1990)
- Priest=Aura (1992)
- Sometime Anywhere (1994)
- Magician Among the Spirits (1996)
- Hologram of Baal (1998)
- After Everything Now This (2002)
- Forget Yourself (2003)
- Back with Two Beasts (2005) (Outtakes)
- Uninvited, Like the Clouds (2006)
- Untitled #23 (2009)
- Further/Deeper (2014)
- Man Woman Life Death Infinity (2017)
- The Hypnogogue (2023)